# Cyrtoxiphoides nola
Cyrtoxiphoides nola is een rechtvleugelig insect uit de familie krekels (Gryllidae). De wetenschappelijke naam van deze soort is voor het eerst geldig gepubliceerd in 1969 door Walker.